# Jean-Baptiste Gallot
Jean-Baptiste Gallot, né le 18 janvier 1966, est un auteur, réalisateur et producteur français de documentaires.

## Parcours professionnel

### Débuts
Jean-Baptiste Gallot entre à vingt ans à Télé-Europe, où il est reporter-cameraman pendant six ans. Il travaille ensuite comme chef opérateur de prises de vue pour différentes sociétés de productions dont Mamba Productions et l’émission Animalia d’Allain Bougrain-Dubourg.
En 1994, il participe à la création de la société On Line Productions et du magazine Métropolis de Pierre-André Boutang, pour lequel il réalise son premier film La Bièvre : à la recherche de la rivière perdue (Prix d’Histoire et d’Archéologie de la ville de Paris en 1997).

### Réalisateur chez Tony Comiti Productions
En 1997, il rejoint Tony Comiti qui a créé son agence de presse, et commence une collaboration qui durera 7 ans, pendant laquelle il réalisera une vingtaine de documentaires de long format pour les magazines d’information ou de société de TF1, France Télévisions ou M6, principalement sur les institutions françaises (Justice, Santé, Sécurité, Défense), et notamment Douaniers contre Trafiquants pour M6 (nommé au 7 d’or comme meilleur documentaire en 1999), Du poison dans votre assiette, (Prix du jury au Festival international du scoop et du journalisme à Angers en 2000), une longue enquête sur la crise de la vache folle,. Il y recueille pour la première fois en France le témoignage d’une famille dont le fils est atteint de la forme humaine de la maladie de la vache folle,. Cette soirée spéciale, intitulée Vache folle, la grande peur, diffusée le 5 novembre 2000 et présentée par Bernard de la Villardière sur M6, au fort retentissement médiatique, provoqua le surlendemain, le 7 novembre 2000, lors d’une allocution solennelle à la télévision, l’intervention exceptionnelle du président Jacques Chirac, demandant au gouvernement socialiste l’interdiction des farines animales,. En 1999, Il est l’un des premiers à filmer en immersion le travail des juges d’instruction pour Zone interdite sur M6, intitulé Le juge mène l’enquête.
En 2001, il est le premier également à filmer au Tribunal de grande instance de Paris, le déroulement d’un procès d’assises, les comparutions immédiates, et le travail du Juge des libertés et de la détention dans Enquête au cœur du Palais de Justice de Paris pour Le Droit de savoir, sur TF1, pour qui Il réalise le 14 janvier 2003 une des meilleures audiences avec 4,8 millions de téléspectateurs en seconde partie de soirée et une part d’audience de 49,7%  avec le documentaire Les Français au volant : comportement tout risque . Le 20 novembre 2002, le documentaire Des femmes chez les pompiers de Paris qui suit l’arrivée historique des premières femmes à la Brigade de sapeurs-pompiers de Paris réalise une des meilleures audiences du magazine Des racines et des ailes, avec 5,8 millions téléspectateurs et 25,2% de part d’audience. En 2003, Il filme le 2e régiment étranger de parachutistes lors de violents accrochages à Duékoué en Côte d’Ivoire pendant l’opération Licorne pour Le Droit de savoir : Légion étrangère, des hommes sans passé.

### Création d’Actual Prod
En 2004, Jean-Baptiste Gallot crée la société de productions Actual Prod, avec Bernard Laine (Ancien directeur des magazines de TF1, puis directeur de la rédaction de Tony Comiti Productions), pour laquelle il va réaliser une dizaine de documentaires, dont Le poids de la souffrance en 2006 et 2007, 2 x 110 minutes sur la prise en charge de l’obésité en France. Au sein d'Actual Prod, il dirigera également la production d’une trentaine de documentaires, pour France Télévisions, M6, TF1 et Canal Plus (pour l'émission Spécial Investigation).

### Création des films de l’Odyssée
En 2007, Jean-Baptiste Gallot crée Les films de l’Odyssée, société de productions et agence de presse spécialisée dans le documentaire de société de long format. En 2008, il réalise pour France 3 Des femmes en blanc, un documentaire qui montre le parcours difficile des jeunes femmes internes en chirurgie. Le film est élu documentaire préféré de France 3 par le public de France Télévisions (Étude Qualimat 2008). En 2009, il réalise, toujours pour France 3, Femmes pilotes de Chasse : du rêve à la réalité avec Stéphane Rodriguez, un documentaire qui suit notamment Virginie Guyot, la première femme à intégrer la Patrouille de France, et Claire Mérouze, la future première femme à piloter le Rafale, à l’École de pilotage de l'Armée de l'air de Cognac . S’ensuit une vingtaine de réalisations pour M6 ou France Télévisions et la production d’une cinquantaine de documentaires, dont une enquête sur les dérives de l’Aide sociale à l’enfance diffusée dans Le Monde en face sur France 5 : Enfants en souffrance, la honte !  réalisée par Alexandra Riguet et Pauline Legrand (Mention au Prix Média Enfance Majuscule 2015). En 2009, il produit Moins chère, naturelle et facile à vivre : je construis une maison qui va changer ma vie réalisé par Christophe Fonseca (meilleure audience du magazine Zone interdite sur M6 depuis 2007 jusqu'à aujourd'hui, avec 5,17 millions de téléspectateurs et 20,9% de part de marché). Le poids de l’héritage, un documentaire d’Alexandra Riguet, réalise également la meilleure audience du magazine Le Monde en face sur France 5 en 2018 avec 1,36 million de téléspectateurs et 5,4% de part de marché.

### Création d’Iliade Productions
Parallèlement, en 2010, Jean-Baptiste Gallot crée avec Frédéric Wilner, Iliade Productions, société de production partenaire des films de l’Odyssée destinée à la production de documentaires à vocations historique, archéologique ou patrimoniale principalement pour Arte, comme Paris-Berlin : un destin croisé (2015), ou Amsterdam, Londres, New-York : l’épopée de la modernité (2017), séries de 4 x 52 minutes sur le développement et la compétition entre grandes capitales du XVIIe siècle à nos jours, ou encore, Toutankhamon, le trésor redécouvert (2019), Léonard de Vinci, le chef-d'œuvre redécouvert (2020), Il était une fois le Musée du Louvre (2021), Qui a tué l'empire Romain ? (2022), Egypte, Enquête sur la nécropole des taureaux sacrés (2023), Caravage : un chef-d'oeuve sort de l'ombre (2023), des documentaires de 90 minutes de Frédéric Wilner, diffusés sur Arte et distribués dans de nombreux pays,.

## Famille
Jean-Baptiste Gallot est le fils de Christian Gallot, ancien dirigeant de la SODETE-UFCA (Société pour le Développement de la Télévision - Union pour le Financement du Cinéma et de l’Audiovisuel), et auteur de plusieurs ouvrages sur l’histoire de la région Parisienne.
Il est le petit-fils de Pierre Lothon, ingénieur à la SNCF et à la division des études de la traction électrique (DETE), détenteur du double record du monde de vitesse sur rail en 1955 avec 331 km/h, sur les locomotives BB 9004 et CC 7107, en tant qu’adjoint de Fernand Nouvion, des ingénieurs visionnaires qui, dès les lendemains de la guerre, avaient pris conscience que l'avenir des transports ferroviaires passait par l'accroissement de la vitesse des trains.
Jean-Baptiste Gallot est marié à Eve Gallot, créatrice de la marque Linen & Milk, et père de 3 enfants.

## Prix et distinctions
- Prix d’Histoire et d’Archéologie de la ville de Paris en 1997 pour La Bièvre : à la recherche de la rivière perdue
- Nomination aux 7 d’or en 1997 pour Douaniers contre trafiquants
- Prix du Public au Festival international du scoop et du journalisme à Angers en 2000 pour Du poison dans votre assiette
- Documentaire préféré de France 3 en 2008 pour Des femmes en blancs (Étude Qualimat de France Télévisions)

## Filmographie

### Produits par les films de l’Odyssée
- Travaux, rénovation, décoration : un nouveau "chez-soi" sans déménager avec Nadia Saghro (2024) 90 minutes, Zone Interdite M6
- Système D, solidarité et bonnes idées : la débrouille pour finir le mois avec Stéphane Rodriguez et Myriam Bel Yazid (2023) 90 minutes, Zone Interdite M6
- Fini le gaspillage ! Ils inventent la maison 100% recyclée avec Stéphane Rodriguez (2023) 90 minutes, Zone Interdite M6
- Petits salaires et grandes inégalités : la chute de la classe moyenne avec Élise Richard et Stéphane Rodriguez (2022) 90 minutes, Zone Interdite M6
- Guerre de voisinage, conflits du quotidien : Comment sortir de cet enfer ? avec Stéphane Rodriguez (2021) 90 minutes, Zone Interdite M6
- Paradis à petit prix : des maisons de vacances pas comme les autres avec Stéphane Rodriguez (2020) 90 minutes, Zone Interdite M6
- L'âge d'or des croisières avec Stéphane Rodriguez (2020) 90 minutes, France 5
- Héritage : le pactole ou la galère avec Stéphane Rodriguez (2019) 90 minutes, Zone Interdite M6
- Un sens à la vie  avec Clotilde Bourguignat, Mérylle Moutou et Stéphane Rodriguez (2019) 120 minutes, Nouvelle Vie M6
- Disneyland Paris : les secrets de la féerie de Noël avec Stéphane Rodriguez et Cédric Daire (2018) 70 minutes, Zone Interdite M6
- Croisière en famille : des vacances de rêve avec Sophie Romillat, Clotilde Bourguignat et Stéphane Rodriguez (2018) 90 minutes, notamment sur le Symphony of the Seas, plus grand paquebot du monde, Zone Interdite M6
- Disneyland Paris, dans les coulisses du 25ème anniversaire avec Myriam Bel Yazid (2017) 100 minutes, Zone Interdite M6
- Oktoberfest : la plus grande fête foraine du monde avec Stéphane Rodriguez (2016) 52 minutes, Enquête Exclusive M6
- Disneyland Paris, les secrets du royaume de Mickey avec Stéphane Rodriguez (2016) 90 minutes, Zone Interdite M6
- Les français en croisières : à nous les tropiques avec Morgane Courgeon et Christophe Fonseca (2015) 90 minutes, Zone Interdite M6
- Jeunes en dehors du système : le coup de pouce qui va changer leur vie avec Maud Richard (2014) 90 minutes avec notamment la sélection et l’ouverture de l’école 42 de Xavier Niel, Zone Interdite M6
- Corse : un été haute-tension avec Stéphane Rodriguez, Hervé Brèque et Christophe Fonseca (2014) 52 minutes, Enquête Exclusive M6
- Vacances extrêmes ou vacances gratuites avec Christophe Fonseca et Franck Zahler (2013) 90 minutes, Zone Interdite M6
- Le combat contre l’obésité, 1er épisode : Le parcours de l’espoir, 2ème épisode : La main tendue, avec Hervé Brèque (2013) 2 x 110 minutes, France 3
- Par amour du goût avec Elise-Casta Verchère et Frédéric Wilner (2012) 110 minutes France 3.
- Stress, bizutage et alcool : quand les étudiants dérapent avec Christophe Fonseca (2011) 90 minutes, Enquête Exclusive (grand format) M6
- Les secrets du bois de Vincennes avec Hervé Brèque et Christophe Fonseca (2011) 52 minutes, Enquête Exclusive M6.
- Des vacances à petit budget : joies simples et système D avec Hervé Brèque et Christophe Fonseca (2011) 90 minutes, Zone Interdite M6
- Je retourne vivre chez mes parents avec Hervé Brèque (2010) 90 minutes Histoire d’aujourd’hui France 3
- Femmes dans la dépendance : comment sortir d’une addiction ?  avec Hervé Brèque (2010) 90 minutes, Histoire d’aujourd’hui France 3
- Les aventuriers du terroir avec Elise-Casta Verchère (2010) 90 minutes, France 5
- Femmes pilotes de chasse : du rêve à la réalité avec Stéphane Rodriguez et Vincent Daudey (2009) 110 minutes, Histoire d’aujourd’hui France 3
- Un été à Marseille avec les marins-pompiers (2009) 90 minutes, Zone Interdite M6
- Des femmes en blancs avec Christophe Fonseca (2008) 110 minutes Histoire d’aujourd’hui France 3 (Élu meilleur documentaire de l’année par l’étude Qualimat de France Télévisions).

### Produits par Actual Prod
- Les enfants de l’obésité avec Hervé Brèque (2008) 110 minutes, Histoire d’aujourd’hui France 3
- Chasseurs Alpins : les commandos du renseignement (2007) 52 minutes, France 5
- Obésité : le poids de la souffrance avec Hervé Brèque (2007) 110 minutes, Histoire d’aujourd’hui France 3
- Valence : les brigades spéciales de la Sureté Départementale en action avec Alain Hamon (2006) 75 minutes, Appels d’Urgence TF1
- Marins-pompiers de Marseille à l’école du feu avec Christophe Fonseca (2005) 90 minutes, Zone Interdite M6
- Les femmes font la loi avec Fabien Galluffo (2005) 70 minutes avec notamment le portrait de la première femme CRS en France, Appels d’Urgence sur TF1
- 5 femmes à l’école de Police avec Christophe Fonseca (2005) 110 minutes, Histoire d’aujourd’hui France 3
- Personnes disparues : les exploiteurs de la détresse avec Hervé Brèque (2004) 52 minutes, Lundi Investigation CANAL PLUS
- Des vacances inoubliables avec Céline Hue, Daniel Lainé et Bernard Laine (2004) 90 minutes, Zone Interdite M6
- L’affaire von Matt avec Fabien Galluffo et Bernard Laine (2004) 52 minutes, Doc de Choc M6

### Produits par Tony Comiti Productions
- Enquête sur les nuits blanches du Cap d’Agde avec Nicolas Moscara (2003) 70 minutes, Le Droit de Savoir TF1
- Des femmes chez les pompiers de Paris, un an après (2003) 110 minutes, Des racines & des ailes France 3
- Les Français au volant : comportement tout risque (2003) 65 minutes, Le Droit de Savoir  TF1
- J'ai 20 ans et je m'engage avec Eric Pierrot (2001) 26 minutes, Portrait d'un jeune militant du FN et du maire de Paris, Bertrand Delanoé, Zone Interdite M6
- La Légion Étrangère : des hommes sans passé (2003) 70 minutes notamment sur l’ opération Licorne en Côte d’Ivoire, le CEFE en Guyane et le CECAP à Djibouti, Le Droit de Savoir TF1
- Des femmes chez les pompiers de Paris (2002) 110 minutes, Des Racines & des Ailes France 3
- Pompiers de Paris : l’étoffe des héros (2002) 90 minutes, Zone Interdite M6
- CRS : Derrière le bouclier Avec Grégoire Deniau et Nicolas Moscara (2002) 90 minutes notamment sur les affrontements dans la cité du Mirail à Toulouse, Zone Interdite M6
- BAC de Fréjus : L’été chaud des policiers avec Nicolas Moscara (2002) 70 minutes, Le Droit de Savoir TF1
- Internet : cybersexe avec Patrick Spica et Bernard Laine (2001) 70 minutes sur les dérives d’Internet, Le Droit de Savoir TF1
- Enquête au cœur du palais de justice de Paris avec Laurence Neuer (2001) 65 minutes, Le Droit de Savoir TF1
- Fret 93 : le gang des portables avec David Geofrion, Christophe Fonseca et Bernard Laine (2001) 90 minutes, Zone Interdite M6
- Vacances en famille : la grande évasion (2001) 100 minutes notamment sur le Club Med de la Caravelle en Guadeloupe et une croisière sur le Nil, Zone Interdite M6
- Du veau aux antibiotiques (2000) 26 minutes, Zone Interdite M6
- Du poison dans votre assiette (2000) 70 minutes, diffusé dans une soirée spéciale sur M6 Vache folle : la grande peur. (Prix du Public au Festival international du scoop et du journalisme à Angers)
- Le juge mène l’enquête (2000) 100 minutes, Zone Interdite M6
- Balzac en contrechamp (Making-of du téléfilm de Josée Dayan) (1999) 52 minutes
- Le gang des châteaux avec Bernard Laine (1999) 100 minutes, Zone Interdite M6
- Les vacances des Français avec Paul Comiti et Bernard Laine (1998) 60 minutes, Le Droit de Savoir TF1
- Ciudad Juárez : la cité des femmes mortes avec Jean-Marie Hosatte (1998) 26 minutes, Envoyé Spécial France 2
- Élection de Miss Képi Blanc en Guyane (1998) 26 minutes
- Douaniers contre trafiquants (1998) 100 minutes, Zone Interdite M6 (nommé aux 7 d’Or comme meilleur documentaire)
- La gare de Lyon : les passagers du quotidien avec Bernard Laine (1998) 90 minutes, Zone Interdite M6
- Gendarmes de choc avec Paul Comiti et Bernard Laine (1998) 90 minutes, Zone Interdite M6
- Les clandestins, dans les mailles du filet avec Paul Comiti et Bernard Laine (1997) 90 minutes, Hors-Série France 3
- L’âge du Caddie avec Bernard Laine, Paul Comiti et Tony Comiti (1997) 90 minutes sur le centre commercial des 4 temps à La Défense, Zone Interdite M6
- Les Sauveteurs de vos vacances avec Paul Comiti et Bernard Laine (1997) 90 minutes, Zone Interdite M6
- Pompiers de Paris : Allô le 18 ? avec Frédéric Wilner (1997) 110 minutes (+ 40 minutes inédites en rediffusion), Zone Interdite M6
- Les Hommes-Chevaux de Calcutta  (Man-Horse of Calcutta) avec Guy Brousmiche (1997)

### Produits par Mamba Productions
- Gaston, roi du périph avec Laurent Menec et Tony Comiti (1997) 26 minutes, Reportages TF1
- La Bièvre : à la recherche de la rivière perdue avec Alain Passerel (1997) 26 minutes, Métropolis Arte (Prix d’Histoire et d’Archéologie de la ville de Paris)

### Divers
- Jacques Martin raconte... Hergé, avec Jérôme Ladousse (2002)[21]
- Jacques Martin raconte... sa rencontre avec Hergé, avec Jérôme Ladousse (2002)
- Jacques Martin raconte... Jacques Van Melkebeke, avec Jérôme Ladousse (2002)
- André Juillard raconte... Jijé, avec François Deneyer (2006)
- Eddy Mitchell raconte... Jijé, avec François Deneyer (2018)
- Sur les traces de Joseph Gillain, dit Jijé (2003)
- Joseph Gillain : Peintures et Sculptures (Vernissage à la maison de la bande dessinée à Bruxelles) (2010)
- Fresque de Jijé à Corbion raconté par Jean Gratia, (2003)